# Alice et le Secret de la vieille dentelle
Alice et le Secret de la vieille dentelle  (titre original : The Secret in the Old Lace, littéralement : Le Secret de la vieille dentelle), est le cinquante-neuvième roman de la série américaine Alice (Nancy Drew en VO) écrit par Caroline Quine, nom de plume collectif de plusieurs auteurs. Les auteurs de ce roman sont Harriet Adams et Nancy Axelrad. 
Aux États-Unis, le roman a été publié pour la première fois en 1980 par Grosset & Dunlap, New York. En France, il a paru pour la première fois en 1984 chez Hachette Jeunesse dans la collection « Le Masque Jeunesse » sous le no 24. Il n'a plus été réédité en France depuis 1998.

## Résumé
Remarque : le résumé est basé sur les éditions cartonnées non abrégées parues de 1984 à 1997 en langue française.
Alice participe à un concours littéraire. Pour son histoire, elle s'est inspiré d'un fait authentique ayant eu lieu au XIXe siècle, en Belgique : un François Lefèvre reçut un présent anonyme constitué d'une paire de manchettes en dentelle. Il disparut avec toute sa grande fortune. Dans la cheminée de sa chambre, ses serviteurs retrouvèrent des fragments de lettres brûlées, parmi lesquels un billet en français rédigé d'une écriture féminine et sur lequel était écrite cette phrase à moitié brulée : « Tourne ton visage vers la dentelle. Des manchettes, un secret... »... 
Par ailleurs, Mme Chambray, une amie de Mme Taylor, la mère de Bess, a trouvé une croix de diamants et d'or dans la maison ancienne qu'elle occupe depuis peu à Bruges, en Belgique. Elle aimerait avoir l'aide d'Alice pour retrouver le propriétaire du bijou. 
Alice et ses fidèles amies Bess et Marion s'envolent pour l'Europe...

## Personnages
- Personnages récurrents
  - Alice Roy : dix-huit ans, blonde, fille de l'avoué James Roy, orpheline de mère.
  - James Roy : avocat [2] de renom, père d'Alice Roy, veuf.
  - Bess Taylor : jeune fille blonde et rondelette, une des meilleures amies d'Alice.
  - Marion Webb : jeune fille brune et sportive, cousine germaine de Bess Taylor et une des meilleures amies d'Alice.
  - Ned Nickerson : jeune homme brun et athlétique, ami et chevalier servant d'Alice, étudiant à l'université d'Emerson.
  - Daniel Evans : ami et chevalier servant de Bess, camarade d'université de Ned.
  - Bob Eddleton : ami et chevalier servant de Marion, camarade d'université de Ned.
  - Sarah Berny[3] : la fidèle gouvernante des Roy, qui a élevé Alice à la mort de sa mère.
  - Cécile Roy : sœur de James Roy et tante d'Alice.

- Personnages spécifiques à ce roman
  - Mme Chambray : amie de Mme Taylor, mère de Bess, qui habite en Belgique.
  - Professeur Philip Permek : historien belge.
  - Hilda : 20 ans, fille de Philip Permek.
  - Bill Johnson : malfaiteur en liberté conditionnelle.
  - Sammy Johnson : voyou, frère adolescent de Bill Johnson,
  - Mlle Hanson : secrétaire de James Roy.
  - François Lefèvre : un Belge ayant vécu au XIXe siècle.
  - Elaine Warrington : Américaine, comédienne de théâtre.
  - M. Stevenson : commissaire de River City, ami d'Alice.

## Éditions françaises
- 1984 : Hachette, collection « Le Masque Jeunesse » no 24, format de poche souple (français, version originale). Illustré par Philippe Daure. Texte français de Martine Millon. 20 chapitres. 188 p.
- 1997 : Hachette, collection « Bibliothèque verte », format de poche souple (français, version originale). Nouvelle couverture de Philippe Daure. Texte français de Martine Millon.